# Футсал репрезентација Шпаније
Футсал репрезентација Шпаније представља Шпанију на међународним такмичењима у футсалу и под контролом је Фудбалског савеза Шпаније.
Шпанија је једна од најбољих и најуспешнијих футсал репрезентација на свету. Два пута су освајали титулу Светског првака у футсалу, а чак седам пута су освајали титулу првака Европе у футсалу.
Откако се игра Европско првенство у футсалу, Шпанија се увек враћала са неком од медаља.

## Учешће репрезентације на мећународним такмичењима

### Европско првенство
| УЕФА Европско првенство у футсалу | УЕФА Европско првенство у футсалу | УЕФА Европско првенство у футсалу | УЕФА Европско првенство у футсалу | УЕФА Европско првенство у футсалу | УЕФА Европско првенство у футсалу | УЕФА Европско првенство у футсалу | УЕФА Европско првенство у футсалу |
| Година                            | Коло                              | Пласман                           | Победа                            | Нерешено                          | Пораза                            | Датих голова                      | Примљених голова                  |
| --------------------------------- | --------------------------------- | --------------------------------- | --------------------------------- | --------------------------------- | --------------------------------- | --------------------------------- | --------------------------------- |
| 1996                              | Првак                             | 4                                 | 3                                 | 1                                 | 0                                 | 13                                | 7                                 |
| 1999                              | Финале                            | 5                                 | 4                                 | 1                                 | 0                                 | 17                                | 7                                 |
| 2001                              | Првак                             | 5                                 | 5                                 | 0                                 | 0                                 | 19                                | 5                                 |
| 2003                              | 3.место                           | 4                                 | 1                                 | 2                                 | 1                                 | 8                                 | 6                                 |
| 2005                              | Првак                             | 5                                 | 4                                 | 0                                 | 1                                 | 15                                | 7                                 |
| 2007                              | Првак                             | 5                                 | 3                                 | 2                                 | 0                                 | 16                                | 7                                 |
| 2010                              | Првак                             | 5                                 | 4                                 | 1                                 | 0                                 | 27                                | 5                                 |
| 2012                              | Првак                             | 5                                 | 5                                 | 0                                 | 0                                 | 20                                | 7                                 |
| 2014                              | 3.место                           | 5                                 | 3                                 | 1                                 | 1                                 | 26                                | 12                                |
| 2016                              | Првак                             | 5                                 | 5                                 | 0                                 | 0                                 | 27                                | 11                                |
| 2018                              | Финале                            | 5                                 | 3                                 | 1                                 | 1                                 | 13                                | 12                                |
| Укупно                            | 12/12                             | 53                                | 42                                | 9                                 | 4                                 | 201                               | 86                                |

### Светско првенство
| ФИФА Светско првенство у футсалу | ФИФА Светско првенство у футсалу | ФИФА Светско првенство у футсалу | ФИФА Светско првенство у футсалу | ФИФА Светско првенство у футсалу | ФИФА Светско првенство у футсалу | ФИФА Светско првенство у футсалу | ФИФА Светско првенство у футсалу | ФИФА Светско првенство у футсалу |
| Година                           | Рунда такмичења                  | Позиција                         | Пласман                          | Победа                           | Нерешених                        | Пораза                           | Датих голова                     | Примљених голова                 |
| -------------------------------- | -------------------------------- | -------------------------------- | -------------------------------- | -------------------------------- | -------------------------------- | -------------------------------- | -------------------------------- | -------------------------------- |
| 1989                             | Група                            | 9.место                          | 3                                | 2                                | 0                                | 1                                | 14                               | 9                                |
| 1992                             | Треће место                      | 3.место                          | 8                                | 5                                | 1                                | 2                                | 42                               | 35                               |
| 1996                             | финале                           | 2.место                          | 8                                | 7                                | 0                                | 1                                | 34                               | 12                               |
| 2000                             | Првак                            | 1.место                          | 8                                | 8                                | 0                                | 0                                | 41                               | 8                                |
| 2004                             | Првак                            | 1.место                          | 8                                | 6                                | 1                                | 1                                | 30                               | 7                                |
| 2008                             | Финале                           | 2.место                          | 9                                | 7                                | 2                                | 0                                | 29                               | 11                               |
| 2012                             | Финале                           | 2.место                          | 7                                | 5                                | 1                                | 1                                | 31                               | 13                               |
| 2016                             | Четвртфинале                     | 5.место                          | 5                                | 4                                | 0                                | 1                                | 20                               | 14                               |
| Укупно                           | 8/8                              | 8/8                              | 56                               | 44                               | 5                                | 7                                | 241                              | 109                              |